# Premi Goya 1991
La cerimonia di premiazione della 5ª edizione dei Premi Goya si è svolta il 16 febbraio 1991 al Palacio de Congresos di Madrid.
¡Ay, Carmela! di Carlos Saura ha vinto ben tredici premi su quindici candidature.

## Vincitori e candidati
I vincitori sono indicati in grassetto, a seguire gli altri candidati.

### Miglior film
- ¡Ay, Carmela!, regia di Carlos Saura
- Légami! (¡Átame!), regia di Pedro Almodóvar
- Le lettere di Alou (Las cartas de Alou), regia di Montxo Armendáriz

### Miglior regista
- Carlos Saura - ¡Ay, Carmela!
- Pedro Almodóvar - Légami! (¡Átame!)
- Montxo Armendáriz - Le lettere di Alou (Las cartas de Alou)

### Miglior attore protagonista
- Andrés Pajares - ¡Ay, Carmela!
- Antonio Banderas - Légami! (¡Átame!)
- Imanol Arias - Da sola con te (A solas contigo)

### Migliore attrice protagonista
- Carmen Maura - ¡Ay, Carmela!
- Charo López - La cosa più naturale (Lo más natural)
- Victoria Abril - Légami! (¡Átame!)

### Miglior attore non protagonista
- Gabino Diego - ¡Ay, Carmela!
- Francisco Rabal - Légami! (¡Átame!)
- Juan Echanove - Da sola con te (A solas contigo)

### Migliore attrice non protagonista
- María Barranco - Le età di Lulù (Las edades de Lulù)
- Loles León - Légami! (¡Átame!)
- Rosario Flores - Il vento del desiderio (Contra el viento)

### Miglior regista esordiente
- Rosa Vergés - Boom, Boom
- Paco Periñán - Il vento del desiderio (Contra el viento)
- José María Carreño - Pecore nere (Ovejas negras)

### Miglior sceneggiatura originale
- Montxo Armendáriz - Le lettere di Alou (Las cartas de Alou)
- Agustín Díaz Yanes, Eduardo Calvo García e Manuel Matji - Da sola con te (A solas contigo)
- Pedro Almodóvar - Légami! (¡Átame!)

### Miglior sceneggiatura non originale
- Carlos Saura e Rafael Azcona - ¡Ay, Carmela!
- Luis Alcoriza - L'ombra del cipresso è allungata (La sombra del ciprés es alargada)
- Bigas Luna e Almudena Grandes - Le età di Lulù (Las edades de Lulù)

### Miglior produzione
- Víctor Albarrán - ¡Ay, Carmela!
- Esther García - Légami! (¡Átame!)
- Primitivo Álvaro - Le lettere di Alou (Las cartas de Alou)

### Miglior fotografia
- Alfredo F. Mayo - Le lettere di Alou (Las cartas de Alou)
- José Luis Alcaine - Légami! (¡Átame!)
- José Luis Alcaine - ¡Ay, Carmela!

### Miglior montaggio
- Pablo del Amo - ¡Ay, Carmela!
- José Salcedo - Légami! (¡Átame!)
- Rosario Sainz de Rozas - Le lettere di Alou (Las cartas de Alou)

### Miglior colonna sonora
- José Nieto - La cosa più naturale (Lo más natural)
- Ennio Morricone - Légami! (¡Átame!)
- Alejandro Massó - ¡Ay, Carmela!

### Miglior scenografia
- Rafael Palmero - ¡Ay, Carmela!
- Ferrán Sánchez - Légami! (¡Átame!)
- Rafael Palmero - La cosa più naturale (Lo más natural)

### Migliori costumi
- Rafael Palmero e Mercedes Sánchez Rau - ¡Ay, Carmela!
- José María Cossio - Légami! (¡Átame!)
- José María García Montes, María Luisa Zavala e Lina Montera - Io sono questa (Yo Soy esa)

### Miglior trucco e acconciatura
- José Antonio Sánchez e Paquita Núñez - ¡Ay, Carmela!
- Juan Pedro Hernández e Jesús Moncusi - Légami! (¡Átame!)
- Juan Pedro Hernández e Leonardo Strafacio - Io sono questa (Yo Soy esa)

### Miglior sonoro
- Gilles Ortión e Alfonso Pino - ¡Ay, Carmela!
- Daniel Goldstein e Ricardo Steinberg - Légami! (¡Átame!)
- Pierre Lorraine e Eduardo Fernández - Le lettere di Alou (Las cartas de Alou)

### Migliori effetti speciali
- Reyes Abades - ¡Ay, Carmela!
- Carlos Santos e Juan Ramón Molina - Don Giovanni, mio amato fantasma (Don Juan, mí querido fantasma)
- Juan Ramón Molina e Reyes Abades - Le lettere di Alou (Las cartas de Alou)

### Miglior film straniero in lingua spagnola
- Caduti dal cielo (Caídos del cielo), regia di Francisco J. Lombardi
- Caluga o menta, regia di Gonzalo Justiniano
- María Antonia, regia di Sergio Giral

### Miglior cortometraggio
- Blanco o negro, regia di Andrés Sáenz de Heredia ex aequo El viaje del agua, regia di Gracia Querejeta, Nacho Pérez e Jesús Ruiz
- Indefenso, regia di Jesús R. Delgado

### Premio Goya alla carriera
- Enrique Alarcón